# 세라 버너
세라 버너(영어: Sara Berner, 1912년 1월 12일 ~ 1969년 12월 19일)는 미국의 배우, 성우이다.
뉴욕 올버니에서 태어났으며 밴나이즈에서 사망하였다.

## 영화
- 북북서로 진로를 돌려라 (1959년)
- 아티스트 & 모델 (1955년)
- 이창 (1954년)
- 캐리 (1952년)
- 럭키 조단 (1942년)
- 벅스 버니 단편 - 벅스 버니 겟츠 더 보이드 (1942년)
- 모로코 가는 길 (1942년)